# Mauritius na Mistrzostwach Świata w Lekkoatletyce 2015
Mauritius na Mistrzostwach Świata w Lekkoatletyce 2015 – reprezentacja Mauritiusa podczas Mistrzostw Świata w Pekinie liczyła 1 zawodnika, który nie zdobył medalu.

## Występy reprezentantów Mauritiusa
| Konkurencja       | Zawodnik       | Eliminacje | Eliminacje | Finał    | Finał   |
| Konkurencja       | Zawodnik       | Rezultat   | Pozycja    | Rezultat | Pozycja |
| ----------------- | -------------- | ---------- | ---------- | -------- | ------- |
| Trójskok mężczyzn | Jonathan Drack | 16,79      | 9. q       | 16,64    | 11.     |